# Bupalus fulvaria
Bupalus fulvaria är en fjärilsart som beskrevs av Dzuirz 1912. Bupalus fulvaria ingår i släktet Bupalus och familjen mätare. Inga underarter finns listade i Catalogue of Life.